# Rivoluzione Davidiana

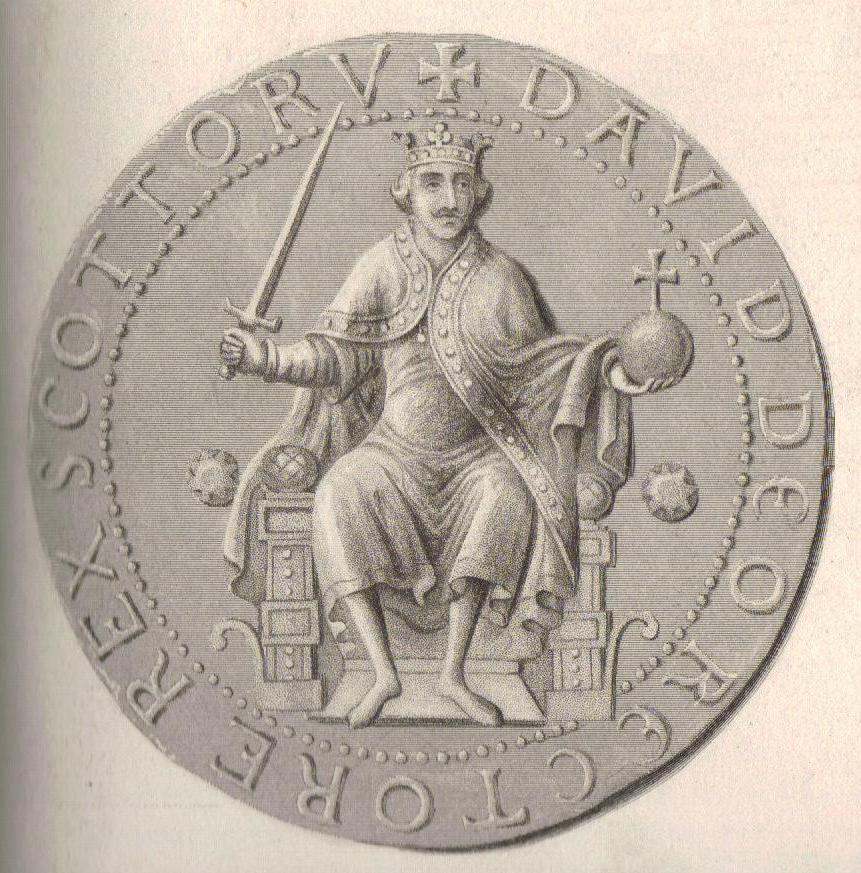
Incisione con la raffigurazione del sigillo di Davide I.

Rivoluzione Davidiana (in inglese Davidian Revolution) è il termine usato da molti studiosi ai cambiamenti che ebbero luogo nel Regno di Scozia durante il regno di Davide I di Scozia (1124-1153). Questi cambiamenti comprendono la fondazione da parte di Davide dei burgh, introduzione degli ideali della Riforma gregoriana, e la creazione di monasteri, la "normandizzazione" del governo scozzese, e l'introduzione del feudalesimo tramite immigranti francesi e nobili anglo-normanni.

## Generalità
Davide I è ancora diffusamente considerato come uno dei più, se non il più importante dei monarchi nella storia di Scozia. Il motivo è in quella che sia Barrow che Lynch chiamano la "rivoluzione Davidiana" (Davidian Revolution). La rivoluzione di Davide ebbe luogo per sostenere lo sviluppo della Scozia tardo-medievale, dove il cambiamenti apportati crebbero fino a dare luogo alle istituzioni centrali non autoctone del tardo regno medievale. Barrow riassume i molti e vari obiettivi di Davide, che iniziarono tutti con la sua determinazione di: 
()

## Rivoluzione europea: il contesto allargato
Fin dal lavoro di Robert Bartlett intitolato The Making of Europe: Conquest, Colonization and Cultural Change, 950-1350 (1993), a quello di Moore The First European Revolution, c.970–1215 (2000), è diventato più evidente che si possa comprendere meglio la "rivoluzione Davidiana" individuandola in un processo di generale rivoluzione dell'intera Europa. L'idea centrale alla base di questa teoria è che, a partire dal tardo X secolo in poi, la cultura e le istituzioni delle regioni carolinge del nord della Francia e della Germania occidentale si diffusero in zone periferiche, creando un concetto meglio definibile di "Europa". in questo modello, l'antico Impero Carolingio era il "cuore" del continente, mentre le altre zone costituivano in pratica la sua "periferia". La conquista da parte dei Normanni dell'Inghilterra negli anni seguenti il 1066, è considerata un'esclusione di questa area dal "cuore" del mondo carolingio. Nell'applicare il presente modello alla Scozia, bisogna considerare che il regno di Davide, padre di Mael Coluim III, era una Scozia "periferica" - in relazione al "cuore" culturale delle regioni del nord della Francia, della Germania occidentale e dell'Inghilterra stessa - che presentava un convinto Cattolicesimo, neppure un vero e proprio governo reale centralizzato, documenti scritti di qualsiasi tipo, monete proprie, una città commerciale, così come il tipico castello frequentato dall'élite della cavalleria. Dopo il regno di David si può affermare con certezza che la Scozia avesse acquisito tutte queste conoscenze.
Durante il regno di David I, si ebbe in Scozia un semplice tentativo di "europeizzazione", con l'adozione di moderni sistemi politici, economici, sociali e culturali in linea con il pensiero medievale di allora, opportunamente modificati per adattarsi alla situazione locale, che assieme a simili trasformazioni altrove, ha portato alla creazione dell "Europa" come soggetto identificabile per la prima volta.

## Religione
I cambiamenti più noti di Davide, sono quelli in ambito religioso. Ciò è dovuto al fatto che praticamente tutte le nostre fonti sono di monaci o clerici che erano grati a Davide per le sue riforme. I cambiamenti di Davide, o supposti cambiamenti, possono essere divisi in due parti: sostegno ai monasteri e ristrutturazione ecclesiastica.

### Fonti primarie
- Anderson, Alan Orr (ed.), Early Sources of Scottish History: AD 500-1286, 2 Vols, (Edinburgh, 1922)
- Anderson, Alan Orr (ed.), Scottish Annals from English Chroniclers: AD 500-1286, (London, 1908), republished, Marjorie Anderson (ed.) (Stamford, 1991)
- Barrow, G. W. S. (ed.), The Acts of Malcolm IV King of Scots 1153-1165, Together with Scottish Royal Acts Prior to 1153 not included in Sir Archibald Lawrie's '"Early Scottish Charters' , in Regesta Regum Scottorum, Volume I, (Edinburgh, 1960), introductory text, pp. 3-128
- Barrow, G. W. S. (ed.), The Acts of William I King of Scots 1165-1214 in Regesta Regum Scottorum, Volume II, (Edinburgh, 1971)
- Barrow, G. W. S. (ed.), The Charters of King David I: The Written acts of David I King of Scots, 1124-1153 and of His Son Henry Earl of Northumberland, 1139-1152, (Woodbridge, 1999)
- Lawrie, Sir Archibald (ed.), Early Scottish Charters Prior to A.D. 1153, (Glasgow, 1905)
- Forbes-Leith, William (ed.), Turgot, Life of St Margaret, Queen of Scotland, (Edinburgh, 1884)
- MacQueen, John, MacQueen, Winifred and Watt, D. E. R., (eds.), Scotichronicon by Walter Bower, vol. 3, (Aberdeen, 1995)
- Skene, Felix J. H. (tr.) & Skene, William F. (ed.), John of Fordun's Chronicle of the Scottish Nation, (Edinburgh, 1872)

### Fonti secondarie
- Barber, Malcolm, The Two Cities: Medieval Europe, 1050-1320, (London, 1992)
- Barrow, G. W. S. (ed.), The Acts of Malcolm IV King of Scots 1153-1165, Together with Scottish Royal Acts Prior to 1153 not included in Sir Archibald Lawrie's '"Early Scottish Charters'   in Regesta Regum Scottorum, Volume I, (Edinburgh, 1960), introductory text, pp. 3-128
- Barrow, G. W. S., "Beginnings of Military Feudalism", in G. W. S. Barrow (ed.) The Kingdom of the Scots, (Edinburgh, 2003), pp. 250–78
- Barrow, G. W. S., "David I (c.1085–1153)", in the Oxford Dictionary of National Biography, Oxford University Press, September 2004; online edn, January 2006 , accessed 11 Feb 2007
- Barrow, G. W. S., "David I of Scotland: The Balance of New and Old", in G. W. S. Barrow (ed.), Scotland and Its Neighbours in the Middle Ages, (London, 1992), pp. 45–65, originally published as the 1984 Stenton Lecture, (Reading, 1985)
- Barrow, G.W.S., "The Judex", in G. W. S. Barrow (ed.) The Kingdom of the Scots, (Edinburgh, 2003), pp. 57–67
- Barrow, G.W.S. "The Justiciar", in G. W. S. Barrow (ed.) The Kingdom of the Scots, (Edinburgh, 2003), pp. 68–111
- Barrow, G. W. S., Kingship and Unity: Scotland, 1000-1306, (Edinburgh. 1981)
- Barrow, G. W. S., "Malcolm III (d. 1093)", in the Oxford Dictionary of National Biography, Oxford University Press, 2004 , accessed 3 Feb 2007
- Barrow, G. W. S., "The Royal House and the Religious Orders", in G.W.S. Barrow (ed.), The Kingdom of the Scots, (Edinburgh, 2003), pp. 151–68
- Bartlett, Robert, England under the Norman and Angevin Kings, 1075-1225, (Oxford, 2000)
- Bartlett, Robert, The Making of Europe, Conquest, Colonization and Cultural Change: 950-1350, (London, 1993)
- Bartlett, Robert, "Turgot (c.1050–1115)", in the Oxford Dictionary of National Biography, Oxford University Press, 2004 , accessed 11 Feb 2007
- Blanchard, Ian., "Lothian and Beyond: The Economy of the ‘English Empire’ of David I", in Richard Britnell and John Hatcher (eds.), Progress and Problems in Medieval England: Essays in Honour of Edward Miller, (Cambridge, 1996)
- Boardman, Steve, "Late Medieval Scotland and the Matter of Britain", in Edward J. Cowan and Richard J. Finlay (eds.), Scottish History: The Power of the Past,  (Edinburgh, 2002), pp. 47–72
- Cowan, Edward J., "The Invention of Celtic Scotland", in Edward J. Cowan & R. Andrew McDonald (eds.), Alba: Celtic Scotland in the Middle Ages, (East Lothian, 2000), pp. 1–23
- Dalton, Paul, "Scottish Influence on Durham, 1066-1214", in David Rollason, Margaret Harvey & Michael Prestwich (eds.), Anglo-Norman Durham, 1093-1193, pp. 339–52
- Davies, Norman, The Isles: A History, (London, 1999)
- Davies, R. R., Domination and Conquest: The Experience of Ireland, Scotland and Wales, 1100-1300, (Cambridge, 1990)
- Davies. R. R., The First English Empire: Power and Identities in the British Isles, 1093-1343,  (Oxford,  2000)
- Dowden, John, The Bishops of Scotland, ed. J. Maitland Thomson, (Glasgow, 1912)
- Dumville, David N., "St Cathróe of Metz and the Hagiography of Exoticism", in John Carey et al (eds.), Irish Hagiography: Saints and Scholars, (Dublin, 2001), pp. 172–188
- Duncan, A. A. M., "The Foundation of St Andrews Cathedral Priory, 1140", in The Scottish Historical Review, vol 84, (April, 2005), pp. 1–37
- Duncan, A. A. M., The Kingship of the Scots 842-1292: Succession and Independence, (Edinburgh, 2002)
- Duncan, A. A. M., Scotland: The Making of the Kingdom, (Edinburgh, 1975)
- Fawcetts, Richard, & Oram, Richard, Melrose Abbey, (Stroud, 2004)
- Follett, Wesley, Céli Dé in Ireland: Monastic Writing and Identity in the Early Middle Ages, (Woodbridge, 2006)
- Green, Judith A., "Anglo-Scottish Relations, 1066-1174", in Michael Jones and Malcolm Vale (eds.), England and Her Neigh-bours: Essays in Honour of Pierre Chaplais (London, 1989)
- Green, Judith A., "David I and Henry I", in the Scottish Historical Review. vol. 75 (1996), pp. 1–19
- Haidu, Peter, The Subject Medieval/Modern: Text and Governance in the Middle Ages, (Stamford, 2004)
- Hall, Derek, Burgess, Merchant and Priest: Burgh Life in the Medieval Scottish Town, (Edinburgh, 2002)
- Hammond, Matthew H., "Ethnicity and the Writing of Medieval Scottish history", in The Scottish Historical Review, 85 (2006), pp. 1–27
- Hudson, Benjamin T., "Gaelic Princes and Gregorian Reform", in Benjamin T. Hudson and Vickie Ziegler (eds.), Crossed Paths: Methodological Approaches to the Celtic Aspects of the European Middle Ages, (Lanham, 1991), pp. 61–81
- Jackson, Kenneth, The Gaelic Notes in the Book of Deer: The Osborn Bergin Memorial Lecture 1970, (Cambridge, 1972)
- Ladner, G., "Terms and Ideas of Renewal", in Robert L. Benson, Giles Constable and Carol D. Lanham(eds.), Renaissance and Renewal in the Twelfth Century, (Oxford, 1982), pp. 1–33
- Lang, Andrew, A History of Scotland from the Roman Occupation, 2 vols, vol. 1, (Edinburgh, 1900)
- Lawrence, C. H., Medieval Monasticism: Forms of Religious Life in Western Europe in the Middle Ages, 2nd edition, (London, 1989)
- Lynch, Michael, Scotland: A New History, (Edinburgh, 1991)
- McNeill, Peter G. B. & MacQueen, Hector L. (eds), Atlas of Scottish History to 1707, (Edinburgh, 1996)
- Moore, R. I., The First European Revolution, c.970–1215, (Cambridge, 2000)
- Ó Cróinín, Dáibhí, Early Medieval Ireland: 400-1200, (Harlow, 1995)
- Oram, Richard, David: The King Who Made Scotland, (Gloucestershire, 2004)
- Oram, Richard, The Lordship of Galloway, (Edinburgh, 2000)
- Pirenne, Henri, Medieval cities: their origins and the revival of trade, trans. F.D. Halsey, (Princeton, 1925)
- Pittock, Murray G.H,. Celtic Identity and the British Image, (Manchester, 1999)
- Ritchie, Græme, The Normans in Scotland, (Edinburgh, 1954)
- Skene, William F., Celtic Scotland: A History of Ancient Alban, 3 vols., (Edinburgh, 1876-80)
- Stringer, Keith J. , "Reform Monasticism and Celtic Scotland", in Edward J. Cowan & R. Andrew McDonald (eds.), Alba: Celtic Scotland in the Middle Ages, (East Lothian, 2000), .pp. 127–65
- Stringer, Keith J., The Reformed Church in Medieval Galloway and Cumbria: Contrasts, Connections and Continuities (The Eleventh Whithorn Lecture, 14th September, 2002), (Whithorn, 2003)
- Stringer, Keith J., "State-Building in Twelfth-Century Britain: David I, King of Scots, and Northern England", in John C. Appleby and Paul Dalton (eds.), Government, Religion, and Society in Northern England, 1000-1700. (Stroud, 1997)
- Stringer, Keith J., The Reign of Stephen: Kingship, Warfare and Government in Twelfth-Century England, (London, 1993)
- Toorians, L., "Twelfth-century Flemish Settlement in Scotland", in Grant G. Simpson (ed.), Scotland and the Low Countries, 1124-1994, (East Linton, 1996), pp. 1–14
- Veitch, Kenneth, "'Replanting Paradise':Alexander I and the Reform of Religious Life in Scotland", in the Innes Review, 52 (2001), pp. 136–166
- Watt, John, Church in Medieval Ireland, (Dublin, 1972)
- Yeoman, Peter, Medieval Scotland: An Archaeological Perspective, (London, 1995)